# Коалиција „Италија опште добро”
Италија опште добро (итал. Italia. Bene Comune) је име за политичку коалицију левог центра у Италији. Формирана је уочи избора који су се одржали у 2013. години.
Коалицију чине следеће странке:
- Демократска партија (социјалдемократе)
- Левица екологија слобода (леви социјалисти и екологисти)
- Социјалистичка партија (демократски социјалисти)
- Демократски центар — Права и слобода (либерали и демохришћани)

Коалиција је најављена 31. јула 2012. од стране лидера ПД-а Пјер Луиђија Берсанија, а њено оснивање је формализовано 13. октобра 2012.
25. новембра и 2. децембра 2012. су одржани први и други круг примарних избора за кандидата ове коалиције за премијера. На примарним изборима Берсани је у оба круга однео победу и тиме постао званично кандидат.
24. и 25. фебруара 2013. одржани су избори на којима је коалиција стигла прва и тиме освојила апсолутну већину посланика у Дому посланика (345 мандата). Међутим у Сенату са само 123 мандата Италија опште добро није успела да обезбеди довољну већину за формирање владе.
Након тога долази до распада овог политичког савеза будући да су ПД и остали ушли у владу националног јединства на челу са Енриком Летом, док је Левица екологија слобода прешла у опозицију.
|              | Гласови       | %          | Мандати |     |
| Избори 2013. | Дом посланика | 10.047.808 | 29,55   | 345 |
| Сенат        | 9.686.471     | 31,63      | 123     |     |